# Manaia Nuku
Manaia Nuku (2003) é uma jogadora de rugby sevens neozelandesa.

## Carreira
Nuku estudou na Hamilton Girls' High School e fez sua estreia pelo Waikato na Farah Palmer Cup em 2020. Ela recebeu um contrato de rugby sevens em tempo integral com o Black Ferns Sevens em 2021.
Nuku jogou pelo time Black Ferns Pango no Oceania Sevens de 2022 em Pukekohe. Ela foi nomeada como reserva não viajante para o time Black Ferns Sevens para os Jogos da Commonwealth de 2022 em Birmingham.
Nuku expandiu sua carreira internacional em 2023 quando assinou com o New York Locals of Premier Rugby Sevens, jogando ao lado das companheiras Stacey Waaka e Tenika Willison. Em 20 de junho de 2024, foi anunciado que ela havia sido selecionada como membro da equipe feminina de rugby sevens da Nova Zelândia para as Olimpíadas de Paris.